# Славиша Јокановић
Славиша Јокановић (Нови Сад, 16. август 1968) бивши је српски фудбалер, а садашњи фудбалски тренер.

## Играчка каријера
Поникао је у пионирима Новог Сада (1985–88), да би од 1988. до 1990. био првотимац новосадске Војводине, за коју је одиграо 54 утакмица и постигао 10 голова. Дао је изузетан допринос у освајању титуле првака Југославије (1989).
Каријеру наставља у београдском Партизану (1990–93). Ту је одиграо 61 утакмицу и постигао 21 гол. Освојио је Куп Југославије (1992) и био првак државе (1993).
Као интернационалац играо у Шпанији и Енглеској у клубовима: Реал Овиједо (1993–95), Тенерифе (1995–99), Депортиво ла Коруња (1999–2000), Челси (2001–2002).
После најаве да се опрашта од активног играња фудбала и једногодишње паузе, Славиша Јокановић одлучио је да се реактивира на иницијативу тренера Лиља, који је преузео новог члана Сегунде и са којим је Јокановић сарађивао у Тенерифима. Постао је члан шпанског друголигаша Сијудад Мурсије, у коју је стигао као слободан играч и са којим је потписао једногодишњи уговор, али је за ову екипу одиграо само шест утакмица и дефинитивно окачио копачке о клин.

### Репрезентација
Јокановић је најпре 1991. и 1992. године наступао за фудбалску репрезентацију СФР Југославије за коју је одиграо 6 утакмица. Након распада земље игра за репрезентацију Савезне Републике Југославије. 
За репрезентацију Савезне Републике Југославије је играо од 1992. до 2002. године. Одиграо је 64 репрезентативних мечева и постигао 10 голова. Дебитовао је 1991. на пријатељској утакмици против Турске (1:1) у Измиру, а опростио се 2002. године на пријатељској утакмици против Еквадора (0:1) у Њу Џерсију, САД. Играо је током 1994. и 1995. на пријатељским мечевима након укидања санкција СР Југославији против репрезентација Бразила, Аргентине, Русије и Грчке. Од тада је био стандардан првотимац у репрезентацији.
28. маја 1992. године СФРЈ је одиграла свој последњи меч икада и то против екипе Фиорентине у Фиренци. Јокановић је постигао водећи и једини гол за свој тим и тако постао последњи играч који је дао гол за Југославију. Фиорентина је после преокрета славила са 2-1. Меч се играо само два дана пре него што је УН донео резолуцију 757 којом је Југославији између осталог забрањено и учешће на Европском првенству у Шведској 1992. и уместо ње на такмичење одлази екипа Данске која касније и осваја турнир а која је у квалификацијама за првенство Европе завршила на другом месту, иза Југославије.  
Био је учесник Светског првенства 1998. у Француској и Европског првенства 2000. у Белгији и Холандији. На утакмици Европског првенства 2000. у групној фази и поразу од 4-3 против Шпаније добија црвени картон и тако пропушта меч четвртфинала против репрезентације Холандије коју његова екипа губи са 6-1. 

## Тренерска каријера
У децембру 2007. године, после одласка Мирослава Ђукића са клупе Партизана, Јокановић је постављен за његовог наследника. Успео је да сачува бодовну предност коју му је Ђукић оставио на крају јесењег дела сезоне и освоји титулу првака, али такође и Куп Србије, па је тако тренерску каријеру започео освајањем дупле круне. Исти резултат је поновио и у наредној 2008/09. сезони, па је тако ушао у историју као једини тренер Партизана икада који је успео да одбрани дуплу круну.  Добио је и признање за најбољег тренера у Србији за 2008. годину. На почетку сезоне 2009/10, Партизан након елиминисања велшког Рила у другој рунди квалификација за Лигу шампиона, у трећој испада од кипарског Апоела. Наредни противник Партизана била је словачка Жилина, у плеј офу за Лигу Европе, и након 1:1 у Београду, Партизан се налазио пред елиминацијом. Ипак, у реваншу Партизан побеђује као гост са 2:0, и тако је клуб другу годину заредом изборио групну фазу једног европског купа. И поред овог резултата, у клубу нису били задовољни због неуспеха у квалификацијама за Лигу шампиона па су 5. септембра 2009. године Јокановић и ФК Партизан споразумно раскинули сарадњу.
Јокановић је 28. фебруара 2012. постављен за тренера тајландског клуба Муангтонг јунајтед. Са њима је освојио првенство Тајланда. Тајланд је напустио у јуну 2013, а касније тог месеца је отишао за Бугарску где је постављен за тренер Левског. Водио је Левски до 8. октобра 2013. када је добио отказ. Почетком маја 2014. је преузео шпанског друголигаша Еркулес, и на месту тренера овог клуба је остао до краја сезоне.
У октобру 2014. је преузео енглеског друголигаша Вотфорд. Са овим клубом је на крају такмичарске 2014/15. изборио пласман у Премијер лигу. Вотфорд је напустио 5. јуна 2015. године. Након Вотфорда је преузео Макаби из Тел Авива са којим је успео да избори пласман у групну фазу Лиге шампиона у сезони 2015/16. Тренер Макабија је био до 27. децембра 2015. када се вратио у Енглеску и преузео друголигаша Фулам. Успео је да у сезони 2017/18. преко баража уведе Фулам у Премијер лигу. У сезони 2018/19. клуб је бележио слабе резултате у Премијер лиги па је Јокановић добио отказ 14. новембра 2018. после седам узастопних пораза. У моменту отказа, Фулам је био на последњем месту табеле са само пет бодова из 12 кола.
У јуну 2019. године је преузео Ал Гарафу из Катара.
Крајем маја 2021. године постављен је за тренера енлгеског друголигаша Шефилд јунајтеда. На тој функцији је био до 25. новембра исте године када је добио отказ. У моменту отказа, Шефилд се налазио на 16. месту уз учинак од шест победа, пет ремија и осам пораза после 19 одиграних кола у Чемпионшипу.
У јуну 2022. године постављен је за тренера руског премијерлигаша Динама из Москве. Са те функције је смењен у мају наредне године после пораза на свом терену од екипе Ахмата (0:3) у 27. колу Премијер лиге Русије. Јокановић је водио Динамо на 37 утакмица и остварио 16 победа, уз осам ремија и 14 пораза.

## Статистика

### Играчка
Голови за репрезентацију
Голови Јокановића у дресу са државним грбом.
| #   | Датум              | Место           | Противник     | Гол | Резултат | Такмичење                                |
| --- | ------------------ | --------------- | ------------- | --- | -------- | ---------------------------------------- |
| 1.  | 6. октобар 1996.   | Тофтир          | Фарска Острва | 2:0 | 8:1      | Квалификације за Светско првенство 1998. |
| 2.  | 6. октобар 1996.   | Тофтир          | Фарска Острва | 6:1 | 8:1      | Квалификације за Светско првенство 1998. |
| 3.  | 12. јун 1997.      | Сеул            | Гана          | 1:1 | 3:1      | Кореја куп 1997.                         |
| 4.  | 16. јун 1997.      | Сеул            | Јужна Кореја  | 1:1 | 1:1      | Кореја куп 1997.                         |
| 5.  | 20. август 1997.   | Санкт Петербург | Русија        | 1:0 | 1:0      | Пријатељска                              |
| 6.  | 28. јануар 1998.   | Тунис           | Тунис         | 2:0 | 3:0      | Пријатељска                              |
| 7.  | 28. јануар 1998.   | Тунис           | Тунис         | 3:0 | 3:0      | Пријатељска                              |
| 8.  | 22. април 1998.    | Београд         | Јужна Кореја  | 3:1 | 3:1      | Пријатељска                              |
| 9.  | 3. септембар 2000. | Луксембург      | Луксембург    | 2:0 | 2:0      | Квалификације за Светско првенство 2002. |
| 10. | 6. октобар 2001.   | Београд         | Луксембург    | 1:0 | 6:2      | Квалификације за Светско првенство 2002. |

### Тренерска
Ажурирано 21. априла 2023.
| Клуб               | Датум доласка      | Датум одласка      | Рекорд | Рекорд | Рекорд | Рекорд | Рекорд |   |
| Клуб               | Датум доласка      | Датум одласка      | О      | П      | Н      | И      | П %    |   |
| ------------------ | ------------------ | ------------------ | ------ | ------ | ------ | ------ | ------ | - |
| Партизан           | 26. децембар 2007. | 5. септембар 2009. | 76     | 54     | 12     | 10     | 071,05 |   |
| Муангтонг јунајтед | 27. фебруар 2012.  | 4. јун 2013.       | 54     | 34     | 12     | 8      | 062,96 |   |
| Левски Софија      | 15. јул 2013.      | 8. октобар 2013.   | 12     | 6      | 4      | 2      | 050,00 |   |
| Еркулес            | 5. мај 2014.       | 11. јун 2014.      | 5      | 1      | 1      | 3      | 020,00 |   |
| Вотфорд            | 7. октобар 2014.   | 5. јун 2015.       | 36     | 21     | 5      | 10     | 058,33 |   |
| Макаби Тел Авив    | 1. јул 2015.       | 26. децембар 2015. | 29     | 13     | 4      | 12     | 044,83 |   |
| Фулам              | 27. децембар 2015. | 14. новембар 2018. | 145    | 64     | 36     | 45     | 044,14 |   |
| Ал Гарафа          | 1. јул 2019.       | 27. мај 2021.      | 54     | 25     | 10     | 19     | 046,30 |   |
| Шефилд јунајтед    | 27. мај 2021.      | 25. новембар 2021. | 22     | 8      | 6      | 8      | 036,36 |   |
| Динамо Москва      | 1. јул 2022.       | 14. мај 2023.      | 38     | 15     | 11     | 12     | 039,47 |   |
| Укупно             | Укупно             | Укупно             | 471    | 241    | 101    | 129    | 051,17 | — |

## Успеси

### Играчки
Војводина
- Првенство Југославије: 1988/89.

Партизан
- Првенство СР Југославије: 1992/93.
- Куп СР Југославије: 1991/92.

Депортиво ла Коруња
- Првенство Шпаније: 1999/00.
- Суперкуп Шпаније: 2000.

### Тренерски
Партизан
- Првенство Србије: 2007/08, 2008/09.
- Куп Србије: 2007/08, 2008/09.

Муантонг јунајтед
- Премијер лига Тајланда: 2012.

Вотфорд
- Чемпионшип: другопласирани 2014/15. — увео тим у Премијер лигу

Фулам
- Чемпионшип: трећепласирани 2017/18. — увео тим кроз плеј-оф у Премијер лигу)